# Helixanthera ligustrina
Helixanthera ligustrina là một loài thực vật có hoa trong họ Loranthaceae. Loài này được (Wall.) Danser mô tả khoa học đầu tiên năm 1929.